# Kordilleren-Eisschild

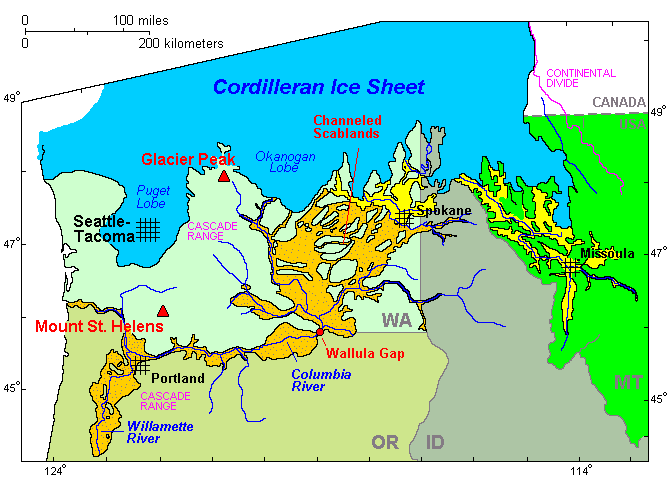
Die südliche Grenze des Eisschildes, der sich nordwärts an der Pazifikküste ausdehnte und die Alaska Peninsula bedeckte

Der Kordilleren-Eisschild war ein Haupt-Eisschild, der große Teile von Nordamerika periodisch während der Kaltzeiten der letzten etwa 2,6 Millionen Jahre bedeckte. Dies schloss die folgenden Gebiete ein:
- West-Montana
- den heutigen Idaho Panhandle
- das heutige nördliche Washington südwärts bis etwa Olympia und Spokane
- das gesamte heutige British Columbia
- das südwestliche Drittel des heutigen Territoriums Yukon
- den gesamten Alaska Panhandle
- das heutige South Central Alaska
- die Alaska-Halbinsel
- beinahe den gesamten Kontinentalschelf nördlich der Juan-de-Fuca-Straße

Der Eisschild bedeckte in der letzten Eiszeit bis zu 2,5 Mio. km² und damit wahrscheinlich mehr als in den vorangegangenen Vereisungsperioden, als er bis in den nordöstlichen Ausläufer des heutigen Oregon und die Salmon River Mountains in Idaho reichte. Es ist ebenso möglich, dass seine nördliche Grenze sich gleichfalls südwärts verschob, und zwar infolge des Einflusses der sogenannten Starvation, des Gletscherrückzugs aufgrund geringer Niederschläge.
An seiner Ostgrenze vereinigte sich der Kordilleren-Eisschild mit dem Laurentidischen Eisschild an der kontinentalen Wasserscheide und bildete so eine Vereisungszone, die eineinhalb Mal soviel Wasser enthielt wie der Antarktische Eisschild heute. Für seine Westgrenze wird neuerdings angenommen, dass mehrere kleine Gletscher-Refugien während der maximalen letzten Vereisung unterhalb des heutigen Meeresspiegels in der heute unterseeischen Hecate-Straße und auf der Brooks-Halbinsel im Norden von Vancouver Island existierten. Die Annahme eisfreier Refugien oberhalb des heutigen Meeresspiegels nördlich der Olympic-Halbinsel wurde jedoch durch genetische und geologische Untersuchungen seit Mitte der 1990er Jahre widerlegt. Der Eisschild strich nördlich der Alaskakette aus, weil das Klima zu trocken für die Bildung von Gletschern war.
Anders als vom Laurentidischen Eisschild, von welchem angenommen wird, er hätte mehr als elftausend Jahre zum Abschmelzen benötigt, wird vom Kordilleren-Eisschild mit Ausnahme der auch heute noch vergletscherten Gebiete vermutet, dass er sehr schnell schmolz, möglicherweise in 4.000 Jahren oder weniger. Dieses rapide Schmelzen führte zu Fluten wie beim Überlauf des Lake Missoula und formte die Topographie des extrem fruchtbaren Inland Empire von Ost-Washington.

## Meeresspiegel während der Vereisung
Aufgrund des Gewichts des Eises wurde das nordamerikanische Festland so stark komprimiert, dass der Meeresspiegel während des letzten Vereisungsmaximums mehr als hundert Meter höher als heute lag (gemessen am Niveau des anstehenden Gesteins).
Die Westküste der Haida Gwaii – früher als Queen Charlotte Islands bekannt – legt jedoch nahe, dass wegen der geringeren Dicke des Eisschildes der Meeresspiegel bis zu 170 Meter unter dem heutigen lag und einen See an der tiefsten Stelle der Hecate Strait bildete. Dies geschah aufgrund der größeren Dicke des Eisschildes im Zentrum, der die Gebiete an den Rändern des Kontinentalschelfs in einer glazialen Vorwölbung nach oben drückte. Während der „Entgletscherung“ schmolzen die Ränder des Eisschildes naturgemäß zuerst ab. Der Meeresspiegel stieg zunächst infolge der Zunahme des Wasservolumens, später nach Ende des Abschmelzens senkte sich die Region wegen der geologischen Vorgänge. Einige Unterwasser-Objekte quer durch den Pazifischen Nordwesten kamen aufgrund des niedrigen Meeresspiegels an die Oberfläche, darunter der Bowie Seamount westlich von Haida Gwaii, der als aktiver Vulkan während der letzten Eiszeit angesehen wird.
Diese Effekte sind bedeutsam, weil sie zur Erklärung herangezogen werden, wie Einwanderer aus Beringia nach Nordamerika fähig waren, während des Gletscherrückzugs südwärts zu wandern, einzig und allein aufgrund des Hervortretens heute untergetauchter Gebiete zwischen dem Festland und zahlreichen Inseln auf dem Kontinentalschelf. Sie sind außerdem für das Verständnis der Richtung der Evolution seit dem Rückgang des Eises bedeutsam.
Selbst heute ist die Region für die schnellen Änderungen des Meeresspiegels (Tidenhub) bekannt, welche jedoch auf den größten Teil der Küste wegen der vielen Fjorde keinen Einfluss haben.